# Jean-Louis Gampert
Jean-Louis Gampert, né à Genève le 8 février 1884 et mort le 7 août 1942, est un peintre, graveur et illustrateur suisse. 

## Biographie
Né à Genève en 1884, Jean-Louis Gampert est le fils de Charles Gampert et d'Anna, née Fuzier-Cayla. Il commence ses études de peinture aux Beaux-Arts de Munich, se perfectionne dans l'atelier particulier de Knirr puis à Paris chez Maurice Denis et Paul Sérusier. Ayant abjuré sa religion, sa famille ne lui verse plus de subside. Il grave des bois pour La locandiera. Lié d'amitié avec Roger de La Fresnaye, il s'occupe de ce dernier jusqu'à sa mort. La Fresnaye réalisera d'ailleurs de nombreux portraits de Gampert dont l'un se trouve au Musée national d'Art moderne à Paris. L'œuvre de Gampert sera d'ailleurs fortement influencée par son style monumental issu du cubisme synthétique.
Il a animé l'École des Pâquis avec Alexandre Cingria vers 1927, école qui a accueilli Emilio Maria Beretta, Albert Chavaz et Paul Monnier. On lui doit notamment, à cette époque, la réalisation des décors de l’église de Corsier (Genève, Suisse) auxquels il travaille assisté du peintre Émile Chambon. Il réalise également de nombreux cartons de tapisseries et des projets de meubles et de sièges.
Dans les années 1930, il devient membre de la section beaux-arts du mouvement nationaliste de l'Union Nationale.

## Œuvres

### Peintures et dessins
- Melon, 1924. Musée d'art et d'histoire, Genève
- L'extase de sainte Thérèse. Fondation Emile Chambon, Genève
- Portrait de Mme Tronchin, 1924. Musée d'Art moderne, Troyes
- Portrait de Jacques Chenevière (1886-1976), hommes de lettres genevois, 1924. Bibliothèque de Genève
- Maquette du costume de Olivia pour "La Nuit des rois" de Shakespeare Bnf, 1914

### Illustrations
- Mesure pour mesure de William Shakespeare, traduction et préface de Guy de Pourtalès, Paris : Société littéraire de France Paris, 1921, gravures sur bois.
- Théâtre de Clara Gazul de Prosper Mérimée, Paris, édition de la nouvelle revue française, 1922
- La Route aplanie, de Marius Besson, 1931